# Кентій Анатолій Вікторович
Анатолій Вікторович Кентій (12 квітня 1937, м. Київ — 23 лютого 2010, м. Київ) — український історик, методист архівної справи. Один із провідних дослідників українського національно-визвольного руху XX ст. Член робочої групи при Урядовій комісії з вивчення діяльності Організації Українських Націоналістів.

## Біографія
Народився в українській родині Віктора та Катерини Кентій. Батько — майстер кінного спорту — загинув у лавах Червоної армії під час Другої Світової війни. Анатолій заочно закінчив історичний факультет Київського університету (1968).
1966 — починає роботу в архівній системі на посаді старшого наукового співробітника Центрального державного історичного архіву УРСР; старший інспектор, помічник начальника Архівного управління. З 1980 — в київському архіві КПРС.
1992 — начальник відділу зберігання та обліку Архівного фонду України Головного архівного управління при Кабінеті Міністрі України.
1998 — головний хранитель фондів ЦДАГО України.
Загальний стаж в архівній справі — 44 роки.

## Наукова діяльність
З початку 1970-тих років — один із провідних методистів архівної справи України (вершина творчості — «Методика і критерії виявлення і включення унікальних документальних пам'яток Національного архівного фонду України до Державного реєстру національного культурного надбання», 1998). Також вдало поєднував технічну архівну справу із ґрунтовними науковими дослідженнями, зокрема у найскладніших царинах нової української історії. Один із перших упорядників збірки документів про геноцид українського народу 1932—1933 років, яка вийшла ще в часи СРСР (1990). Широкий доступ до внутрішніх документів ЦК КПУ дав змогу історику підготувати таку базу документів, яка через 20 років посприяла судовому процесу проти організаторів геноциду — Сталіна, Постишева, Косіора тощо.
Коло наукових інтересів: проблеми національно-визвольного руху 1920-1950-их років; партизанські об'єднання в період Другої Світової війни; історія УВО, ОУН, УПА; геноцид українського народу 1932—1933; архівна справа української еміграції; українська військова мемуаристика. У цих темах вчений заслужив славу поміркованого дослідника, який підготував найповніші та найдоступніші збірки документів. Винятковим був політичний авторитет історика, адже його думка часом ставала вирішальною у прийнятті державних рішень у профільних історичних питаннях як у часи Президента Леоніда Кучми, так і Президента Віктора Ющенка.
Також «нажив» собі немало неприятелів, спростовуючи пропагандистські міфи про масштаби дій радянських партизанів у Другій світовій війні. Також документально довів факти численних злочинів проти цивільного населення, здійснюваного радянськими партизанами (зокрема, загонами офіцера НКВС Ковпака) на території України.
Загалом є автором понад 80-ти наукових статей. Не цурався публіцистики — регулярно дописував у газету «Сільські вісті».

## Праці
- Українська військова організація (УВО) в 1920—1928 роках: Короткий нарис. К., 1998.
- Нариси з історії Організації українських націоналістів (1929—1941). К., 1998.
- Нариси з історії Організації українських націоналістів в 1941—1942 роках. К., 1999.
- Українська повстанська армія в 1944—1945 роках. К., 1999.
- Українська повстанська армія (1946—1956). К., 1999.
- Нарис боротьби ОУН-УПА в Україні. 1946—1956. К., 1999.
- Війна без пощади і милосердя: Партизанський рух в тилу вермахту в Україні. 1941—1944 (у співавторстві). К., 2005.
- Збройний чин українських націоналістів. 1920—1956. Історико-архівні нариси у 2-х томах. К., 2005, 2008.
- Радянські партизани 1941—1944: світло й тіні. К., 2010 (у співавторстві).

Упорядник збірок документів:
- Голод 1932—1933 років на Україні: очима істориків, мовою документів. К., 1990.
- Симон Петлюра. Невідомі листи з Парижа як політичний заповіт борцям за самостійну Україну. К., 2001.
- Всеволод Петрів. Військово-історичні праці. Спомини., К., 2002.
- Визвольні змагання очима контррозвідника. (Меморіальна спадщина Микола Чеботаріва). К., 2003.

## Нагороди
- Кавалер ордена «За заслуги» ІІІ ступеня (2004)[2].

## Вшанування пам'яті
В Києві існує вулиця Анатолія Кентія.